# Cuff It
"Cuff It" (estilizada em letras maiúsculas) é uma canção gravada pela cantora estadunidense Beyoncé para seu sétimo álbum de estúdio Renaissance (2022). Foi escrita e produzida pela cantora ao lado de Denisia Andrews, Brittany Coney, Morten Ristorp, Raphael Saadiq, Terius Nash e Nile Rodgers, com créditos de escrita adicionais de Mary Brockert e Allen McGrier por conter uma interpolação de "Ooo La La La" (1988), interpretada por Teena Marie. As gravadoras Parkwood Entertainment e Columbia Records enviaram a música às rádios italianas em 30 de setembro de 2022, enquanto impactou as rádios rhythmic e urban contemporary estadunidenses quatro dias depois, como o segundo single de Renaissance. "Cuff It" é uma canção derivada dos gêneros disco, disco-funk e R&B, que liricamente trata sobre as virtudes do romance, sexo e festa.
"Cuff It" recebeu análises positivas dos críticos de música, que apreciaram a atmosfera alegre da canção e também elogiaram a entrega vocal da artista, bem como a participação de Rodgers. A faixa também foi bem sucedida em termos comerciais, alcançando o sexto lugar na tabela estadunidense Billboard Hot 100, tornando-se o 21º single de Beyoncé como artista solo a alcançar as dez mais executadas do país. A canção também figurou entre as dez primeiras em países como Austrália, Bélgica, Irlanda, Nova Zelândia e Reino Unido, ao passo que recebeu uma série de certificados em vários outros países, como Brasil, França, México e Suíça. "Cuff It" venceu alguns prêmios, incluindo o de Melhor Canção de R&B na 65ª cerimônia anual do Grammy Awards, ocasião na qual tornou-se a artista mais premiada na história da cerimônia, acumulando um total de 32 troféus. 
Em fevereiro de 2023, foi lançado um remix para "Cuff It", intitulado "Wetter Remix", em homenagem a Esentrik, um DJ que havia anteriormente feito um mashup não oficial da faixa com o instrumental de "Wetter" (2009), de Twista, que tornou-se viral nas redes sociais. A versão foi lançada de forma oficial primeiramente em seu website e posteriormente nas plataformas de streaming com uma produção mais lenta em comparação à original, sendo adicionandos novos vocais e letras. A versão original da faixa, juntamente com seu remix, foi interpretada por Beyoncé durante a Renaissance World Tour de 2023, que percorreu a Europa e a América do Norte, onde a artista usou uma série de figurinos diferentes a cada apresentação das faixas.

## Antecedentes e produção

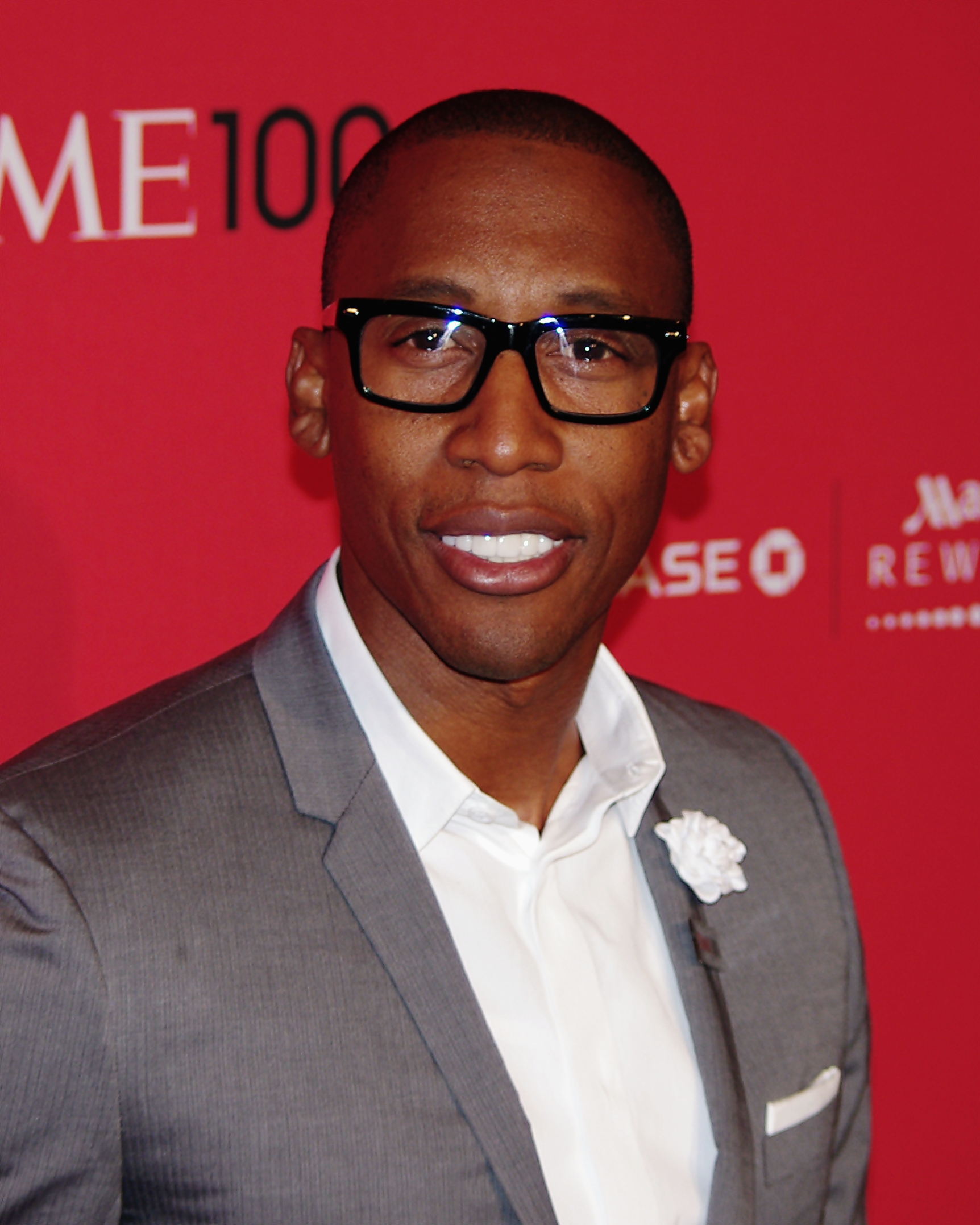
Raphael Saadiq (foto) escreveu a canção antes de enviá-la a Beyoncé

No final de 2020, Beyoncé relatou à revista Vogue britânica que a quarentena causada pela pandemia de COVID-19 havia a mudado como pessoa, afirmando que "estava gastando muito tempo focando em construir meu legado e representando minha cultura da melhor maneira que eu sei. Agora, eu decidi dar permissão a mim mesma de focar em minha alegria". Posteriormente, ela comentou que esse período em que esteve gravando foi o mais criativo em sua vida, pois ela procurou escapar dos sentimentos de isolamento gravando novas músicas, e permitiu que ela se sentisse livre e aventureira em uma época em que pouca coisa se movia. Conforme o fim do isolamento se aproximava, Beyoncé disse à revista Harper's Bazaar que "nós já estamos prontos para escapar, viajar, amar, e rir de novo. Eu sinto um renascimento emergindo, e eu quero fazer parte do nutrimento dessa fuga de todas as maneiras possíveis". Renaissance, o sétimo álbum de estúdio da artista, foi lançado em 29 de julho de 2022 como o primeiro de três atos, incluindo "Cuff It" em sua lista de faixas.
Um dos compositores de "Cuff It", Raphael Saadiq, revelou que a faixa foi originalmente feita para seu grupo Tony! Toni! Toné!, mas que decidiu enviá-la para Beyoncé. Ele explicou que ela aceitou a versão demo, mas a manteve guardada até que The-Dream a encontrou. Saadiq comentou que ao enviá-la para a artista, sabia que a canção iria mexer com as pessoas. Ele descreveu Beyoncé como "uma daquelas pessoas que, se estiver sentindo, estará 100 por cento envolvida" e "uma trabalhadora esforçada", e complementou dizendo que "se você colocar a música certa em um artista, ela pode acabar, mas estou feliz que ela [Beyoncé] tenha tantos olhos voltados para ela". Em meio à produção da versão de Beyoncé para "Cuff It", o guitarrista Nile Rodgers foi convidado para tocar na canção; ele descreveu sua participação como "a coisa mais orgânica que já aconteceu comigo", revelando que gravou sua parte em apenas uma tomada. Rodgers também comentou que não recebeu pedidos de alteração por parte dos produtores, e que tocou "exatamente [da forma] que senti em meu coração".

## Lançamento
Em 21 de setembro de 2022, foi reportado que "Church Girl" seria lançada como o segundo single de Renaissance; um dia depois, no entanto, "Cuff It" foi indicada também como um single através do Instagram Stories da artista, com uma publicação que mostrava uma imagem com fundo preto, com os dizeres "CUFF IT Season". A mesma frase também foi adicionada à biografia da artista na mesma rede social. Foi posteriormente anunciado que ambas as faixas serviriam como single, sendo simultaneamente enviadas às rádios. No entanto, o lançamento de "Church Girl" não se materializou e somente "Cuff It" foi lançada, sendo enviada às rádios da Itália em 30 de setembro de 2022. Estreou nas rádios rhythmic e urban contemporary estadunidenses quatro dias depois, enquanto teve sua estreia nas estações contemporary hit radio do país em 18 de outubro de 2022. Em 5 de fevereiro de 2023, as gravadoras Parkwood Entertainment e Columbia Records lançaram nas plataformas de streaming um single que incluía o "Wetter Remix" da faixa, bem como suas versões em instrumental e a cappella. A capa do single apresenta a imagem de um microfone preso a algemas.

## Gravação e composição
"Cuff It" foi escrita e produzida por Beyoncé ao lado de Denisia Andrews, Brittany Coney, Morten Ristorp, Raphael Saadiq, Terius Nash e Nile Rodgers, com créditos de escrita adicionais atribuídos a Mary Brockert e Allen McGrier por conter uma interpolação de "Ooo La La La" (1988), interpretada por Teena Marie. Saadiq também foi encarregado de tocar baixo, bateria, arp string e clavinete, enquanto Nash tocou sintetizador e Rodgers tocou guitarra. Jamelle Adisa tocou trumpete, Daniel Crawford tocou piano, Sheila E. fez a percussão, enquanto Lemar Guillary tocou trombone e Scott Mayo o saxofone. Honey Dijon, Chris Penny e Luke Solomon foram encarregados da programação de bateria. Chi Coney, John Cranfield, Brandon Harding e Andrea Roberts foram engenheiros de produção, sendo assistidos por Matheus Braz. Russell Graham, Hotae Alexander Jang, Steve Rusch e Stuart White foram encarregados da gravação da canção, enquanto o último também a mixou; a faixa foi masterizada por Colin Leonard no estúdio Sing Mastering em Atlanta, Geórgia. "Cuff It" foi gravada nos estúdios The Juicy Juicy, Nightbread Recording Studios e Parkwood West, localizados em Los Angeles, Blakeslee Studio em North Hollywood, Le Crib em Westport, Connecticut, Tree Sound Studios em Atlanta, Geórgia e The Trailer em East Hampton.
Musicalmente, "Cuff It" é descrita como uma canção disco, disco-funk, e R&B, contendo elementos da música da década de 1990. Em Renaissance, a faixa é posicionada como a primeira de uma sequência contínua de canções que se conectam entre si, sendo sucedida por "Energy" e "Break My Soul". Para Precious Fondren, da HipHopDX, "não seria chocante se os fãs saíssem pensando que 'Cuff It' em 'Energy' em 'Break My Soul' fosse uma música só". "Cuff It" começa com "distintas batidas de três linhas de bateria e depois explode em um hino descolado e alegre". Escrevendo para o The Ringer, Mary Retta escreveu que a canção "utiliza uma combinação eficaz de cordas psicodélicas, instrumentação leve de metais e uma linha de baixo descolada e aterrada para criar um groove brilhante e acelerado, perfeito para a pista de dança". Alguns críticos apontaram semelhanças com a faixa "Get Lucky" (2013), do duo Daft Punk, enquanto outros a consideraram parecida com trabalhos anteriores de Beyoncé, como a canção "Blow" (2013) e seu quarto álbum de estúdio, 4 (2011), especialmente a canção "Schoolin' Life". Lucas Brêda, da Folha de S. Paulo, notou que a faixa tem uma "incursão pela música disco" que remete ao trabalho de Dua Lipa em Future Nostalgia (2020). De acordo com a partitura publicada no Musicnotes.com, a faixa é estabelecida em tempo comum e está escrita na chave de mi menor. Tem um ritmo moderado de 115 batidas por minuto, com os vocais de Beyoncé variando entre as notas mi3 a mi5.
A letra de "Cuff It" defende as virtudes do romance, sexo e festa, com Beyoncé iniciando a faixa cantando "I feel like falling in love / I'm in the mood to fuck something up", que estabelece o clima de flerte e despreocupação para o resto da música. Na letra da faixa, ela está em "uma noite promissora com um copo esperando para ser enchido", enquanto também detalha "uma noite de sexo químico selvagem que pode lançar uma luz intrigante sobre as noites de isolamento dos Carter", ao passo que Beyoncé canta "Bet you you'll see far / Bet you you'll see stars / Bet you you'll elevate / Bet you you'll meet God". Fondren ressaltou que em relação a seus álbuns anteriores, "empoderamento, amor e sexo continuam sendo temas centrais" em Renaissance, mas que dessa vez "ela está com mais tesão", citando como exemplo a letra "Hit them 'draulics, while I ride it/ Got me actin' hella thotty" de "Cuff It". John Amen, do PopMatters, escreveu que Beyoncé tem o cuidado de trazer "nervosismo lírico e vocal à música" de uma forma que "funde a eterna canção de amor e a proverbial melodia de foda". De acordo com Erica Gonzales, da Elle, "embora o título sugira relacionamentos sérios e de longo prazo, a faixa parece adequada para aventuras emocionantes ou, sejamos honestos, para prosperar como pessoa solteira também", enquanto para Silvio Essinger, d'O Globo, a letra "ironicamente se liga aos dominantes 'sentadões' do pop brasileiro no verso "can I sit on top of you?".

## Análise da crítica

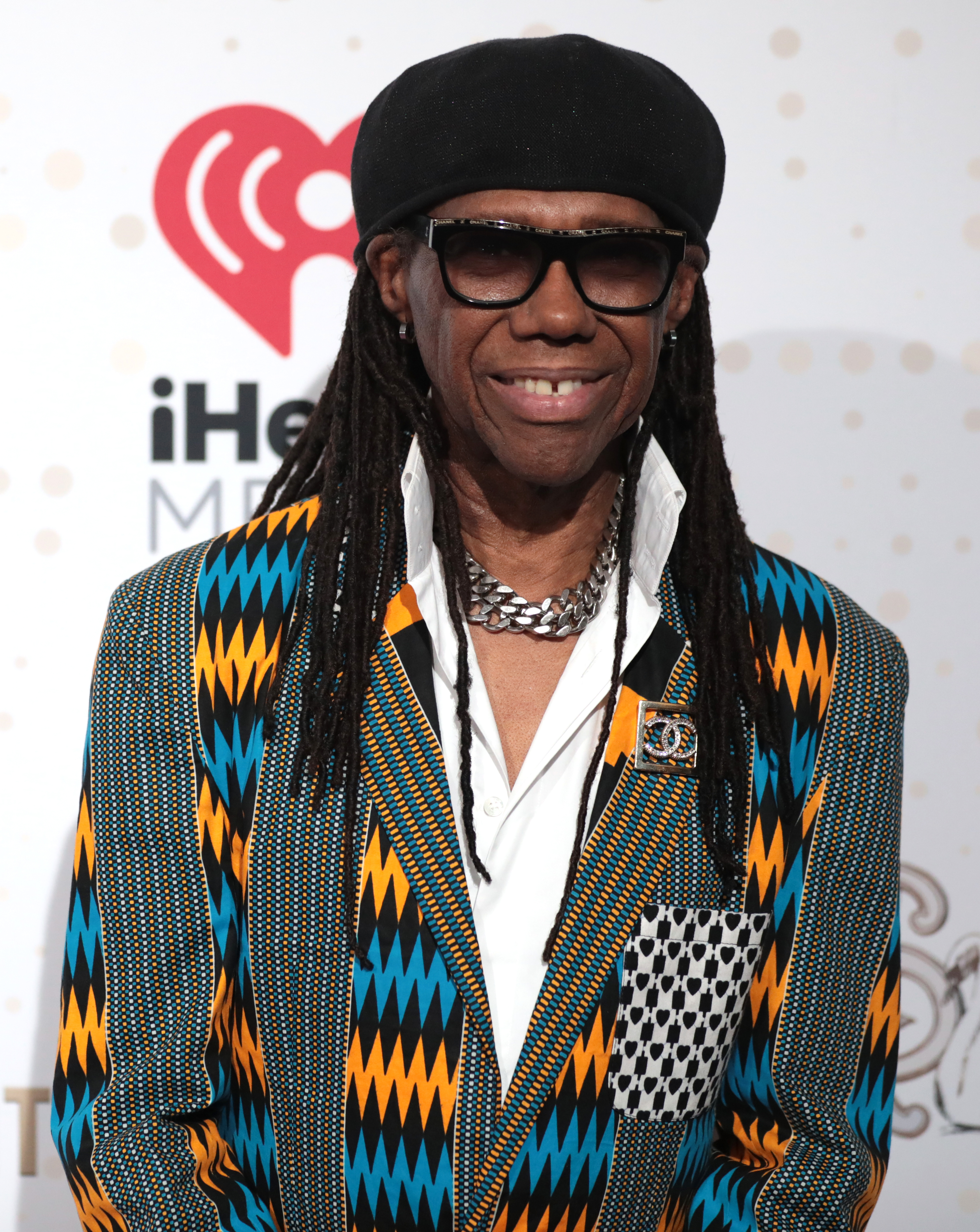
A participação de Nile Rodgers (foto) em "Cuff It" foi elogiada pelos críticos

"Cuff It" foi bem recebida pelos críticos de música especializados. Vernon Ayiku, da Exclaim!, declarou que a faixa era "o maior destaque do álbum" e a descreveu como um "hino descolado e alegre". Andy Kellman, do AllMusic, opinou que ela era "um disco-funk com a inimitável guitarra rítmica de Nile Rodgers" e que tem "todo o vigor dos clássicos uptempo de Lady T". A jornalista do USA Today, Melissa Ruggieri, descreveu a música como "comovente" e elogiou o som funk de guitarra característico do co-escritor Nile Rodgers. Mikael Wood, do Los Angeles Times, categorizou a faixa como "fantasia disco efervescente" e elogiou a entrega vocal sensual de Beyoncé. Escrevendo para a Billboard, Kyle Denis a classificou como a melhor música de Renaissance, intitulando-a como "um novo clássico de Beyoncé por excelência", dizendo que ela combina um "vocal principal lascivo" de Beyoncé com "imponentes vocais de fundo, um gancho crescente, todas as trompas que ela pode ter, sua cadência cantada como um rap que é sua marca registrada e um groove cinematográfico geral que implora por um vídeo de acompanhamento e uma coreografia de arregalar os olhos". Shaun Kitchener, do Metro, a descreveu como um "refrescante e inebriante como um divino coquetel" e elogiou a "infusão de metais e som atemporal" da faixa, bem como os "vocais de apoio exuberantes e instrumentação alegre e edificante". Kitchener também opinou que a faixa se tornaria melhor a cada audição.
Olivia McCrea-Hedley, da Glamour UK, ressaltou que "Cuff It" era uma de suas canções favoritas em Renaissance, notando sua "vibração disco instantânea" e elogiando os vocais "perfeitos" da cantora. Para o The Guardian, Tara Joshi escreveu que a canção "subverte uma linha de baixo classicamente açucarada de Nile Rodgers com seu desejo rebelde e autodepreciativo de 'foder alguma coisa'". Escrevendo para a Hot Press, Pat Carty a descreveu como "letal" e que "faria os mortos dançarem", elogiando "a guitarra instantaneamente reconhecível de Nile Rodgers e quando o baixo começa a tocar por volta de 1:42, ela atinge outro nível de grandeza". Da NME, o jornalista Kyann-Sian Williams escreveu que a música "acena para o apogeu da Motown e das discotecas em uma música lasciva que logo se tornará um item básico nas playlists antes de sair para os clubes". Creig Jenkins, da Vulture, opinou que "Cuff It" é "ao mesmo tempo, um giro ostentoso por daquele funk-pop que você ouve em sucessos de Doja Cat e Calvin Harris, uma saudação sutil às canções de amor de big band de Teena Marie e uma irmã de 'Get Lucky'". Saeed Saeed, do jornal The National, também concordou que a faixa tinha semelhanças com "Get Lucky", e disse que "a faixa está destinada a ser um sucesso e uma das favoritas dos churrascos de quintal". Martyn Young, da revista Dork, disse que a atmosfera "disco gloriosa de 'Cuff It' é a música mais descaradamente comemorativa de Beyoncé desde 'Countdown'".
Para a Gigwise, Faith Martin elogiou as "linhas de baixo curvilíneas e batidas tropicais que transformam instantaneamente seu caráter à medida que notas altas penetram em seus ouvidos em uma deliciosa demonstração de equilíbrio entre delicadeza e assertividade". Ilana Kaplan, da Variety, descreveu "Cuff It" como "funkificada" e "um sensual hino sobrenatural". Sal Cinquemani, da Slant Magazine, a intitulou como "despreocupada", enquanto J'na Jefferson, do Uproxx, a descreveu como "sensual". Em uma crítica para o jornal i, Kate Solomon chamou a música de "fantástica" e a recomendou como uma das faixas em Renaissance que deveriam ser ouvidas, enquanto Jumi Akinfenwa, do Stereogum, intitulou "Cuff It" como uma música que deveria ser tocada em uma piscina na cobertura da Soho House. Em uma análise menos positiva, Deasia Paige, da Elle, ressaltou que "Cuff It" era "o momento menos interessante" de Renaissance; ela notou como a "instrumentação brilhante fica isolada no fundo, em vez de pontuada no núcleo da música" e disse que o "groove alegre" da faixa não se baseava na força de seus colaboradores, Nile Rodgers e Sheila E.. Da mesma forma, Grace Medford, da Rolling Stone UK, escreveu que a música era um exemplo de que "nem tudo em Renaissance dá certo", elaborando que ela tem uma ambientação de programa de variedades de televisão, com "a produção atrevida instalando imagens mentais de Beyoncé em um vestido longo sob luzes de palco muito fortes".

### Reconhecimento e prêmios
A NME posicionou "Cuff It" em primeiro lugar em sua lista das 50 melhores canções de 2022, com Hannah Mylrea a considerando como um dos sucessos de Beyoncé que são "eternamente gravados na psique do público do que a maioria dos artistas poderia ousar sonhar", bem como "um êxtase total e um presente inesperado para o cânone pop de todos os tempos, quanto mais para 2022". A canção foi considerada como a segunda melhor de 2022 pela Rolling Stone; Mankaprr Conteh reconheceu o impacto inegável da faixa, ressaltando que "assim que 'Cuff It' começa, somos levados para uma discoteca etérea no espaço sideral" e que "Beyoncé alcançou o auge da volta no tempo moderna" com ela. Colocando-a na mesma posição, Mark Savage, correspondente da BBC, descreveu-a como a "mais acessível do álbum", bem como uma faixa "eufórica e descolada" que fica ainda melhor no contexto do disco, onde "cai no meio de uma sequência de quatro músicas que não foi superada o ano todo: Alien Superstar, Cuff It, Energy e Break My Soul". Ao ser incluída no quarto lugar da lista das 50 melhores músicas do ano da Consequence, Paolo Ragusa escreveu que "a brincadeira disco de Bey exibe com estilo seus impulsos mais dançantes e caracteriza o melhor dos momentos urgentes e eufóricos que Renaissance oferece".
A The Fader posicionou "Cuff It" no número seis de sua lista de melhores faixas de 2022. A jornalista Tara Joshi escreveu que ela era "um convite sensual e eufórico" para se soltar e se juntar à Beyoncé, elogiando também "suas linhas de guitarra brilhantes e distintas de Nile Rodgers, cordas arejadas, metais resplandecentes e uma aura geral de êxtase". "Cuff It" também foi incluída na lista das melhores do ano da Billboard, na 15ª posição, com Taylor Mims comentando que ela era "tão deliciosa quanto parece", também ressaltando o "baixo forte e as transições amanteigadas" e a "seção de metais deslumbrante". A música também foi incluída na mesma posição entre a lista das melhores faixas de R&B da Vibe, com Iyana Robertson comentando que "à medida que a voz angelical da Rainha desliza pelas oitavas e o brilho do seu conjunto emana por todo seu reino, os cidadãos inundam as ruas para dançar. A cada dois passos sincronizados de pessoas com a missão de se apaixonar, a Rainha e aqueles que a amam ficam profundamente satisfeitos". Além disso, ao incluir "Cuff It" entre as 50 melhores músicas do ano, Lauren Brown disse que tem "ouvido essa música constantemente desde que a ouvi pela primeira vez" e que ela fará as pessoas dançarem nas próximas décadas. Alexis Reese, da Black Entertainment Television, também a listou como uma das músicas mais viciantes de 2022.
Na 65ª cerimônia anual do Grammy Awards, "Cuff It" venceu a categoria de Melhor Canção de R&B; na ocasião, Beyoncé tornou-se a artista mais premiada na história da cerimônia, acumulando um total de 32 troféus ao todo. A canção também foi eleita uma das Músicas de R&B/Hip-Hop & Rap Mais Interpretadas pela premiação ASCAP Rhythm & Soul naquele mesmo ano. Além disso, "Cuff It" foi a ganhadora da categoria Música de Soul/R&B Marcante na 54ª cerimônia do 54th NAACP Image Awards, e também esteve como uma das ganhadoras da categoria de Canções Mais Interpretadas do Ano na premiação BMI R&B/Hip-Hop Awards. Para além destas, a faixa competiu nas categorias de Música do Ano do TikTok no iHeartRadio Music Awards de 2023 e Canção do Verão no MTV Video Music Awards de 2023, mas não obteve êxito em ambas as ocasiões.

## Apresentação ao vivo

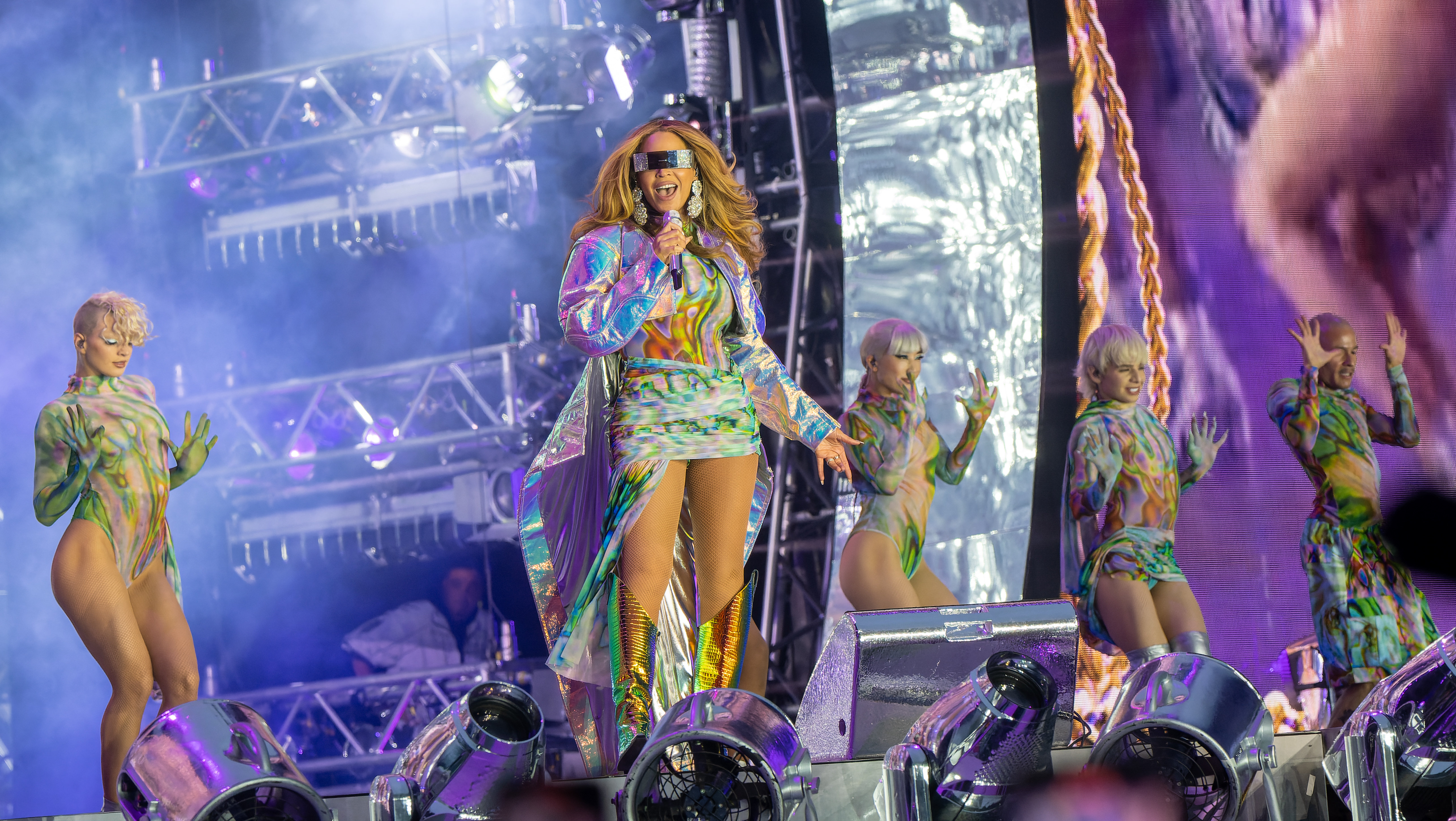
Beyoncé apresentando "Cuff It" na Renaissance World Tour, usando o mini vestido de David Koma

Beyoncé apresentou "Cuff It" ao vivo pela primeira vez durante a Renaissance World Tour em 2023, durante a noite de abertura em Estocolmo, Suécia. Foi interpretada durante o bloco Motherboard, juntamente com "Energy" e "Break My Soul", com a banda de apoio da cantora aparecendo ocasionalmente em um riser alto no palco. A versão remix também foi incluída durante a performance, juntamente com elementos das faixas "A Night To Remember" (1982) de Shalamar e "Love You Down" (1986) de Ready for the World. Também durante a apresentação, o duo de dançarinos Les Twins formou um uma espécie de assento humano ao mesmo tempo em que Beyoncé cantava "can I sit on top of you?". Ela usou uma série de figurinos diferentes durante a performance da canção no bloco Motherboard, incluindo um mini vestido holográfico desenhado por Kavid Koma, um macacão nude, um vestido rosa neon de sua coleção Ivy Park e um mini vestido Versace da mesma cor, que combinava "perfeitamente a peculiaridade do Chapeleiro Maluco com a elegância atemporal de Penelope Pitstop" de acordo com a Billboard.
Jane Stevenson, do Toronto Sun, considerou a performance de "Cuff It" como um dos destaques do concerto. Simon Duke, do The Chronicle, notou que a música teve uma reação tão grande quanto a dos clássicos da cantora nos concertos. Para Mark Savage, da BBC, o bloco Motherboard trazia a melhor sequência de Renaissance, que transformaram o estádio em um enorme clube de dança. De forma parecida, Zoya Raza-Sheikh, da Gay Times, as performances de "Cuff It" e "Energy" transformaram o local em "um megaclube que homenageou a excelência e a criatividade queer". Rowan Davies, para a Buzz Magazine, escreveu que a "execução ininterrupta de Cuff It, Energy e Break My Soul transportou a multidão para um sonho febril de disco-funk". Melissa Ruggieri, do USA Today, observou que haviam "luzes atacando de todos os ângulos do estádio" durante a apresentação. Enquanto isso, Stuart Derdeyn escreveu para o Vancouver Sun que a apresentação era um "vamp Funkadelic com força total", e John Amar, do Houston Press, citou que a "banda de apoio compacta e centrada conduziu um estádio exuberante através de um ritmo comunitário" durante a performance.

## Remix
Em 3 de fevereiro de 2023, uma versão remix de "Cuff It", intitulada "Wetter Remix", foi disponibilizada para compra exclusivamente no website oficial da artista, e lançada dois dias depois em plataformas de streaming. A versão foi criada a partir de um mashup feito pelo DJ Esentrik, que combinava "Cuff It" e a canção "Wetter" (2009) de Twista, que tornou-se viral nas redes sociais e eventualmente tornou-se popular em clubes de dança. Demicia Inman, da Vibe, escreveu que "a faixa pronta para festa foi transformada em uma música pronta para quatro paredes", pois foi usado um tom mais lento em comparação à original, tornando "a música já sexualmente sugestiva muito mais sensual e quente". A artista adicionou vocais inéditos com novas letras, em que canta "Baby make it rain / Don't let go till it storms again / I pray this will never end", enquanto na ponte, ela profere "I can see the love in your eyes / Boy I know you wanna squeeze it, don’t lie / Double tap when I walk by, f*ck a reply" em meio a uma série de metáforas NSFW. Após o lançamento, Esentrik agradeceu Beyoncé, sua gravadora Parkwood, bem como DJs e fãs por terem apoiado o mashup desde o início. Twista também reconheceu o lançamento do remix, escrevendo "feliz sexta-feira" em seu Twitter juntamente com um link para a canção.

## Lista de faixas
CD single
1. "Cuff It" (Wetter Remix) – 4:09
2. "Cuff It" (Acapella Version) – 3:45
3. "Cuff It" (Instrumental Version) – 3:45

## Créditos e equipe
Créditos e equipe adaptados do website oficial da artista.

### Sample
Contém uma interpolação de "Ooh La La La", escrita por Mary Brockert e Allen McGrier e interpretada por Teena Marie.

### Locações de gravação
- The Juicy Juicy (Los Angeles, Califórnia)
- Nightbread Recording Studios (Los Angeles, Califórnia)
- Parkwood West (Los Angeles, Califórnia)
- Blakeslee Studio (North Hollywood, Califórnia)
- Le Crib (Westport, Connecticut)
- Tree Sound Studios (Atlanta, Geórgia)
- The Trailer (East Hampton, Nova Iorque)

### Equipe
Intérpretes
- Vocais por Beyoncé
- Vocais de apoio por Beam

Músicos
- Jamelle Adisa – trumpete
- Daniel Crawford – piano
- Honey Dijon – programação de bateria
- The-Dream – sintetizador
- Sheila E. – percussão
- Lemar Guillary – trombone
- Scott Mayo – saxofone
- Chris Penny – programação de bateria
- Nile Rodgers – guitarra
- Raphael Saadiq – baixo, bateria, arp string, clavinete
- Luke Solomon – programação de bateria

Técnicos
- Beyoncé – produção, produção vocal
- Matheus Braz – assistente de engenharia
- Chi Coney – engenharia
- John Cranfield – engenharia
- The-Dream – produção adicional
- Russell Graham – gravação
- Brandon Harding – engenharia
- Hotae Alexander Jang – gravação
- NovaWav – produção
- Rissi – co-produção
- Andrea Roberts – engenharia
- Steve Rusch – gravação
- Raphael Saadiq – co-produção
- Stuart White – mixagem, gravação

## Desempenho nas tabelas musicais
Nos Estados Unidos, "Cuff It" estreou na 13ª posição da tabela musical Billboard Hot 100 em 13 de agosto de 2022, logo após o lançamento de Renaissance. Meses depois, após o lançamento do remix, a canção alcançou o pico de número seis na semana de 18 de fevereiro de 2023, tornando-se o 21º single de Beyoncé a ficar entre os dez primeiros no país como artista solo e o segundo single de Renaissance a entrar no top 10. No geral, "Cuff It" permaneceu por 35 semanas na tabela. Além desta, a faixa alcançou as dez primeiras na tabela Mainstream Top 40, onde atingiu o número oito, e o terceiro lugar na tabela Hot R&B/Hip-Hop Songs. A canção também alcançou o número 29 e 19 nas paradas Adult Contemporary e Adult Top 40, respectivamente. Ela conquistou o primeiro lugar nas tabelas Rhythmic e na Hot R&B/Hip-Hop Airplay, sendo o décimo single de Beyoncé a alcançar o topo nesta última, fazendo dela a artista feminina com mais canções a alcançar o primeiro lugar na parada. No Canadá, a canção atingiu o número 16 na Canadian Hot 100, e recebeu um certificado de ouro da Music Canada (MC), ao vender 40.000 cópias.
"Cuff It" obteve sucesso menor em territórios da Europa. Na Bélgica, a canção conquistou a 18ª posição na região de Flandres, enquanto alcançou o segundo lugar em Valônia; contabilizando as duas regiões, a Belgian Entertainment Association (BEA) a certificou como platina, denotando vendas de 40.000 cópias no país. A faixa atingiu o número 14 na França e foi posteriormente certificada com diamante pela Syndicat National de l'Édition Phonographique (SNEP), com vendas de 333.000 unidades. Na Grécia, alcançou a 18ª posição e foi certificada como diamante pela IFPI Grécia ao comercializar um milhão de unidades. "Cuff It" conquistou o quinto lugar na tabela UK Singles Chart do Reino Unido e recebeu um certificado de platina pela British Phonographic Industry (BPI), com vendas de 600.000 cópias por todo o país. Em outros territórios europeus, a faixa ficou entre as vinte primeiras colocadas em países como Croácia, Hungria, Portugal e Suíça.
Na Oceania, a faixa também conquistou sucesso. Na Austrália, "Cuff It" estreou no número 24 da parada de singles, alcançando o pico de número oito algumas semanas depois. Posteriormente, a canção foi certificada como platina dupla pela Australian Recording Industry Association (ARIA) ao vender 140.000 unidades. Na Nova Zelândia, ela obteve melhor desempenho, atingindo o terceiro lugar e recebendo um certificado de platina da Recorded Music NZ (RMNZ) por ter vendido 40.000 cópias no país. No Brasil, a música alcançou o número 67 e foi certificada como diamante pela Pro-Música Brasil (PMB) por comercializar o equivalente a 160.000 unidades na região, enquanto também conseguiu atingir o segundo lugar na África do Sul. Na tabela Billboard Hot 100, que contabiliza o desempenho de músicas a nível mundial através de streams e vendas de download, "Cuff It" obteve a 12ª colocação, enquanto teve o número 13 como melhor posição na Billboard Global Excl. US, que compila dados de regiões fora dos Estados Unidos.
| Tabela musical (2022–2023)                         | Melhor posição |
| -------------------------------------------------- | -------------- |
| África do Sul (RISA)                               | 2              |
| Alemanha (Official German Charts)                  | 29             |
| Austrália (ARIA)                                   | 8              |
| Áustria (Ö3 Austria Top 75)                        | 48             |
| Bélgica (Ultratop 50 de Flandres)                  | 18             |
| Bélgica (Ultratop 50 da Valônia)                   | 2              |
| Brasil (Crowley Top 100)                           | 67             |
| Brasil (Crowley Pop Nacional)                      | 4              |
| Canadá (Canadian Hot 100)                          | 16             |
| Canadá (Billboard CHR/Top 40)                      | 6              |
| Canadá (Billboard Hot AC)                          | 18             |
| Croácia (HRT)                                      | 12             |
| Dinamarca (Tracklisten)                            | 25             |
| Eslováquia (Rádio Top 100)                         | 96             |
| Eslováquia (Singles Digitál Top 100)               | 24             |
| Espanha (PROMUSICAE)                               | 92             |
| Estados Unidos (Billboard Hot 100)                 | 6              |
| Estados Unidos (Billboard Adult Contemporary)      | 29             |
| Estados Unidos (Billboard Adult Top 40)            | 19             |
| Estados Unidos (Billboard Dance/Mix Show Airplay)  | 15             |
| Estados Unidos (Billboard R&B/Hip-Hop Songs)       | 3              |
| Estados Unidos (Billboard Mainstream Top 40)       | 8              |
| Estados Unidos (Billboard Hot R&B/Hip-Hop Airplay) | 1              |
| Estados Unidos (Billboard Rhythmic)                | 1              |
| França (SNEP)                                      | 14             |
| Grécia (IFPI Grécia)                               | 18             |
| Hungria (Single Top 40)                            | 11             |
| Irlanda (IRMA)                                     | 6              |
| Islândia (Plötutíðindi)                            | 17             |
| Itália (FIMI)                                      | 69             |
| Japão (Billboard Japan Hot Overseas)               | 18             |
| Letônia (EHR)                                      | 12             |
| Letônia (LAIPA)                                    | 16             |
| Lituânia (AGATA)                                   | 11             |
| Luxemburgo (Billboard)                             | 13             |
| Mundo (Billboard Global 200)                       | 12             |
| Mundo (Billboard Global Excl. US)                  | 13             |
| Nova Zelândia (Recorded Music NZ)                  | 3              |
| Países Baixos (Dutch Top 40)                       | 23             |
| Países Baixos (Single Top 100)                     | 20             |
| Panamá (Monitor Latino)                            | 14             |
| Polônia (Polish Streaming Top 100)                 | 83             |
| Portugal (AFP)                                     | 16             |
| Reino Unido (UK Singles Chart)                     | 5              |
| República Checa (Singles Digitál Top 100)          | 42             |
| Suécia (Sverigetopplistan)                         | 35             |
| Suíça (Schweizer Hitparade)                        | 18             |
| Suriname (Nationale Top 40)                        | 18             |

| Tabela musical (2022)                            | Posição |
| ------------------------------------------------ | ------- |
| Austrália (ARIA Charts)                          | 78      |
| Bélgica (Ultratop 50 Flandres)                   | 124     |
| Bélgica (Ultratop 50 Valônia)                    | 105     |
| Estados Unidos (Billboard Hot R&B/Hip-Hop Songs) | 40      |
| França (SNEP)                                    | 170     |
| Hungria (Single Top 40)                          | 89      |
| Mundo (Billboard Global 200)                     | 164     |
| Países Baixos (Single Top 100)                   | 92      |
| Reino Unido (UK Singles Chart)                   | 89      |

## Certificações
| Região                     | Certificação | Vendas    |
| -------------------------- | ------------ | --------- |
| Austrália (ARIA)           | 2× Platina   | 140 000‡  |
| Bélgica (BEA)              | Platina      | 40 000    |
| Brasil (PMB)               | Diamante     | 160 000   |
| Canadá (MC)                | Ouro         | 40 000    |
| Dinamarca (IFPI Dinamarca) | Ouro         | 45 000    |
| França (SNEP)              | Diamante     | 333 333   |
| Grécia (IFPI)              | Ouro         | 1 000 000 |
| Itália (FIMI)              | Platina      | 100 000   |
| México (AMPROFON)          | Ouro         | 70 000    |
| Nova Zelândia (RMNZ)       | Platina      | 30 000    |
| Polônia (ZPAV)             | Platina      | 50 000    |
| Portugal (AFP)             | 2× Platina   | 20 000    |
| Reino Unido (BPI)          | Platina      | 600 000   |
| Suíça (IFPI Schweiz)       | Platina      | 20 000    |

## Histórico de lançamento
| Região         | Data                   | Formato(s)                                        | Versão                           | Gravadora(s)      | Ref.         |
| -------------- | ---------------------- | ------------------------------------------------- | -------------------------------- | ----------------- | ------------ |
| Itália         | 30 de setembro de 2022 | Airplay                                           | Original                         | Sony              | [ 10 ]       |
| Estados Unidos | 4 de outubro de 2022   | Rádios rhythmic contemporary e urban contemporary | Original                         | Columbia          | [ 9 ] [ 11 ] |
| Estados Unidos | 18 de outubro de 2022  | Rádios contemporary hit                           | Original                         | Columbia          | [ 12 ]       |
| Várias         | 3 de fevereiro de 2023 | Download digital streaming                        | Wetter remix                     | Parkwood Columbia | [ 88 ]       |
| Várias         | 5 de fevereiro de 2023 | Download digital streaming                        | Original a cappella instrumental | Parkwood Columbia | [ 13 ]       |